# Aurel (Vaucluse)
Aurel (okzitanisch: Aurèu) ist eine Gemeinde mit 186 Einwohnern (Stand 1. Januar 2022) im Département Vaucluse in der südfranzösischen Region Provence-Alpes-Côte d’Azur.

## Geographie
Aurel liegt im Nordosten des Départements Vaucluse, nahe der Grenze zum Département Drôme. Umliegende Gemeinden sind Saint-Trinit, Sault, Brantes und Savoillan in Vaucluse, sowie Reilhanette, Montbrun-les-Bains und Ferrassières in Drôme. Nächstgrößere Städte sind Apt im Süden (28 km) und Carpentras im Westen (32 km).
Die Gemeinde liegt auf dem Plateau d’Albion östlich des 1912 m hohen Mont Ventoux auf einer Höhe zwischen 615 und 1600 Metern. Südwestlich des Gemeindezentrums befindet sich die Quelle der Nesque. Das Gemeindegebiet gehört zum Regionalen Naturpark Mont-Ventoux.

## Bevölkerungsentwicklung
| Jahr      | 1800 | 1851 | 1901 | 1954 | 1999 | 2013 |
| --------- | ---- | ---- | ---- | ---- | ---- | ---- |
| Einwohner | 564  | 672  | 427  | 157  | 156  | 195  |

Im Jahr 1699 wurden hier 195 Feuerstellen und 762 Einwohner gezählt. Der kontinuierliche Bevölkerungsrückgang ist im Wesentlichen auf die zunehmende Mechanisierung der Landwirtschaft und den daraus resultierenden Verlust an Arbeitsplätzen zurückzuführen.

## Wirtschaft
Die Einwohner des abgelegenen Ortes lebten jahrhundertelang als Selbstversorger von der Landwirtschaft (Feldbau und Viehzucht). Auch Wein wurde angebaut, daher besitzt der Ort heute noch das Recht zur Vermarktung seiner Weintrauben über die Appellationen Mediterranée und Vaucluse. Der Weinbau wurde Ende des 20. Jahrhunderts aufgegeben. Traditionell gibt es einige kleinere Lavendelfelder.
Der Tourismus spielt heutzutage eine bedeutsame Rolle im Wirtschaftsleben der Gemeinde.

## Geschichte
Verschiedene Grotten lassen darauf schließen, dass sich prähistorische Jäger und Sammler zeitweilig in der Umgebung aufhielten. Der Ort wurde im 11. Jahrhundert von den Johannitern gegründet, die hier ein Hospiz errichteten. Aurel wird erstmals 1178 als Burg Castrum Aurelii urkundlich erwähnt. Burg und Ort gehörten den Grafen von Soult. Auch die Abtei Saint-André de Villeneuve-lès-Avignon hatte hier Grundbesitz in Form eines Priorats. Im 14. Jahrhundert wurde der Ort mit einer Stadtmauer umgeben, von der Reste erhalten sind. In der Zeit der Hugenottenkriege (1562–1598) wurde Aurel vom Baron de Vins erobert, der sich mit dem Grafen von Sault verbündete. In den Jahren 1630/32 suchte eine Pestepidemie den Ort heim.

## Sehenswürdigkeiten
- Die Kirche St. Aurèle ist dem um 430 verstorbenen Bischof Aurelius von Karthago geweiht. Sie ist zweischiffig. Der südliche Teil wurde im 12. Jahrhundert im romanischen Stil errichtet. Das nördliche Kirchenschiff und der Glockenturm sind im 17. oder 18. Jahrhundert errichtet worden. Der Glockenturm wird wegen seines Dachs mit glasierten Ziegeln als „einzigartig“ bezeichnet.[3]
- Das im Privatbesitz befindliche ehemalige Hospiz stammt aus dem 12. Jahrhundert und wurde mehrfach umgebaut.
- Reste der Stadtmauern aus dem 14. Jahrhundert bilden die Rückwand mehrerer Privathäuser.
- Ein kleiner nicht überdachter Waschplatz (lavoir) wurde im 19. Jahrhundert erbaut.
- Am Ortsrand steht ein Gutshof mit einem spätmittelalterlichen Rundturm.

außerhalb
- In der Umgebung des Ortes finden sich einige ländliche Feldsteinhütten (Bories).

|  |  |  |  |

## Persönlichkeiten
- Robert de Lamanon (1752–1787), Botaniker und Herr von Ventouret

## Tourismus
Durch die Gemeinde verläuft der 29 km lange Fernwanderweg GR 91C. Die Straße D942 ist Teil der Touristikstraße Routes de la Lavande.